# Bamble
Bamble est une commune de Norvège, située dans le comté (fylke) du Telemark.
La commune comprend les villes de Stathelle et Langesund, ainsi que les agglomérations de Herre et Valle.
Elle borde les communes de Kragerø au sud-ouest, Drangedal à l'ouest, Skien au nord et Porsgrunn au nord-est. Elle fait partie de la région de Grenland.
Bamble était connue au XIXe siècle pour les mines d'Ødegården Verk.

## Démographie
Bamble compte 14 056 habitants en 2022.

## Géographie
Bamble a une superficie de 284 km2. C'est une commune côtière qui compte un grand archipel et s'étend du fjord de Voldsfjorden au nord-est au fjord de Fossingsfjord au sud-est. On y trouve la grande île de Langøya devant Langesund qui contient la Zone de conservation du paysage de Langøya avec conservation de la vie animale et végétale créée en 2006.

## Administration
Le maire de Bamble est Anne Margrethe Baker (Arbeiderpartiet - Parti travailliste).

## Économie
Industrie chimique (Hydro Rafner du groupe Norsk Hydro et Borealis Rønningen), Skarpenord A/S (technologie marine), ateliers mécaniques, pêche, agriculture et sylviculture.

## Attractions
- Wrightegaarden, bâtiment du XVIIIe à Langesund, lieu de concerts qui a accueilli entre autres Bob Dylan, Elton John, A-ha
- Ruines de l'église en pierre antérieure à 1150 d'Olavkirken, qui était la plus grande du Telemark à son époque.
- Église de Bamble, construite en 1845.
- Fort de Tangen, construit par l'armée allemande en 1941, aujourd'hui réserve naturelle.

## Personnalité
- Thor Thorvaldsen (1909-1987), skipper, double champion olympique, est né à Bamble.
- Jørn Lier Horst (1970-), écrivain, auteur de romans policiers et de livres pour la jeunesse.

## Galerie

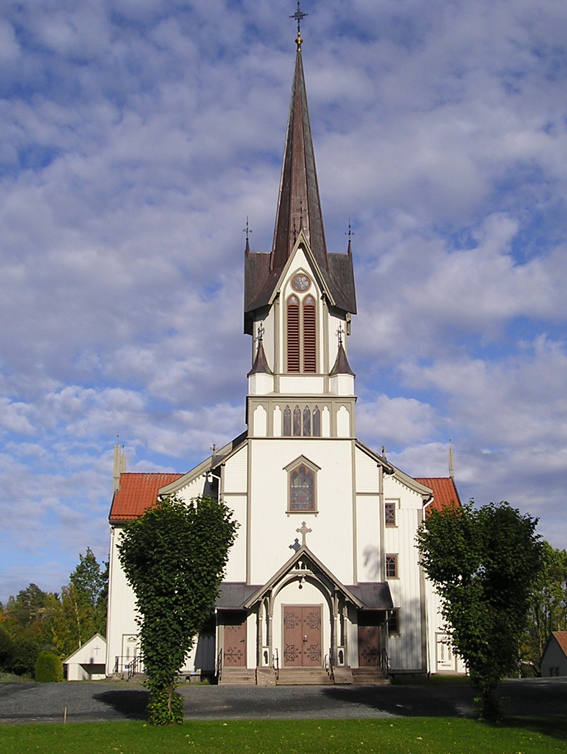
Église de Bamble